# Francesco Siino
Francesco Siino est l'un des plus anciens chefs de la mafia sicilienne. « Parrain de Malaspina », il est célèbre pour sa lutte contre le clan d'Antonino Giammona aux alentours de 1897, retenue comme la première guerre entre clans mafieux. Cité dans le rapport Sangiorgi, paru en 1900, il est alors considéré comme le « chef suprême » de la mafia. Toutefois, après ses défaites contre le clan Giammona, il décide de collaborer avec les autorités et devient alors le premier repenti.

## Biographie

### Parrain de Malaspina
Francesco Siino est l'un des tout premiers chefs mafieux de l'histoire de la Cosa nostra. Selon Siino lui-même, dans les souvenirs qu'il confiera à Ermanno Sangiorgi et qui servirent de bases au rapport Sangiorgi, la Conca d'Oro (plaine entourant la ville de Palerme) était à la fin du XIXe siècle un des hauts lieux de la mafia sicilienne. La Conca était alors divisé en 8 zones (devenues aujourd'hui des quartiers de Palerme) appartenant parfois au même clan mafieux : Siino est ainsi le parrain de Malaspina tandis qu'Antonino Giammona est le parrain d'Uditore.
Peu à peu, Francesco Siino commence à gagner de l'importance et, entre les années 1880 et les années 1890, il devient le « chef suprême » de la mafia.

### Guerre contre Giammona
Toutefois, au milieu des années 1890, d'autres chefs mafieux tel qu'Antonino Giammona, parrain d'Uditore, commence une ascension fulgurante et menace le pouvoir et la domination de Siino sur la Conca d'Oro. Il s’appuie en effet sur son fils Giuseppe Giammona, parrain de Passo di Rigano, tandis que les familles mafieuses de Piana dei Colli et de Perpignano le soutiennent également.
Inquiet de la montée en puissance du parrain d'Uditore, Francesco Siino lance alors une guerre contre lui en 1896. Celle-ci est déclarée par Filippo Siino, neveu de Francesco et sous-chef de l'Uditore, qui menace ouvertement Antonino Giammona. C'est la première lutte entre clan mafieux à avoir été connu de l'opinion publique, notamment après la découverte de quatre cadavres dans un puits en 1897. Giammona remporte finalement la guerre (notamment grâce à ses nombreux soutiens alors que Siino n'est soutenu que par Giuseppe Gandolfo, le parrain de Falde) et s'impose comme le nouveau chef local. Francesco Siino se réfugie alors à Livourne, dans le nord de l'Italie.
Après le retour de Siino en Sicile, les deux clans furent contraints en octobre 1897 de faire la paix par les différentes familles mafieuses, lors d'une réunion à l'église de San Francesco di Paolo à Borgo, mais celle-ci fut de courte durée.

### Collaboration avec les autorités
Le 25 octobre 1899, Siino est pris en flagrant délit sur la scène d'un meurtre. Pour éviter la condamnation, il décide de se repentir et de collaborer avec la justice. Ses dénonciations seront la base du rapport Sangiorgi dans lequel il décrira au préfet de police de Palerme la situation mafieuse de l'époque. Ces révélations porteront au premier maxi-procès de l'histoire, en juin 1901, où sont appelés à comparaître Antonino Giammona (parrain d'Uditore), Giuseppe Giammona (parrain de Passo di Rigano), les frères Francesco et Pietro Noto (parrain de l'Olivuzza) et Tommaso d'Aleo (parrain d'Acquasanta).